# ソリン
ソリン（クロアチア語:Solin、イタリア語:Salona）はクロアチア・ダルマチア地方にある都市。スプリトの北東8kmに位置し、アドリア海とヤドロ川に面している。ソリンは古代ローマの属州ダルマティアの首都サロナとして開けていた他、皇帝ディオクレティアヌスゆかりの地でもある。7世紀、スラヴ人とアヴァール人の侵攻によって町は破壊され、難民たちはディオクレティアヌス宮の周りや中に移動し、スパラトゥム（スプリト）は守りを固めた町となった。中世初期、クロアチア人の領域となりクロアチア国の首都の一つとして重要な役割を果たした。20世紀のスプリトでの急速な工業化はソリンを、ほんの郊外としかしなかった。今日、ソリンは独立した自治体であるがスプリトのコナベーションとして他の町とも良くつながっている。工業や観光業は多くの遺跡とヤドロ川沿いの多くの都市公園などソリンの特徴的なイメージをもとに開発が行われている。

## 地勢
ソリンはスプリト半島の北部に位置し、北側の標高779mのコジャック山と東側の標高1,339mのモソー山に囲まれた盆地である。古代の都市であるサロナはヤドロ川の河口近くに開かれ、後の中世の土地はヤドロ川の幾つかの島に形成され、今日の中心に位置する場所である。ソリンの面積は18km²でスプリトコナベーションの中心に位置し、北側8kmにスプリトが、東側6kmにカシュテラ、22km離れた場所にトロギルが、4km南にクリスが位置する。住宅地や商業地はヤドロ川の中流域にありは穏やかな傾斜地のソリン盆地を形成している。工業地はヤドロ盆地高部の小さな谷に占め、同様に西側の広い地域にも工業地は立地している。東端、カシュテラ湾には商工業港が立地している。古の都サロナの遺跡は今日の町の中心部の西側に位置している。ソリンは8つの街区に分けられている。気候は地中海性気候で穏やかな冬と暑い夏であるが冬は強い北東の季節風ボーラが良く吹き付ける。

## 出身有名人
- ニコラ・カリニッチ - サッカー選手